# Е. Миролио
„Е. Миролио“ ЕАД е българско текстилно предприятие със седалище в Сливен, произвеждащо главно вълнени платове и прежди.
Основано е през 2002 година от италианския бизнесмен Едоардо Миролио и от 2006 година поема българския бизнес на италианската група „Миролио“, която през 90-те години приватизира сливенската текстилна фабрика „Слитекс“. Освен основната си дейност в България – фабриката за вълнени тъкани и прежди в Сливен, предачната фабрика в Ямбол и фабриката за синтетични влакна „Свилоза“ в Свищов – то има подразделения в Италия, Сърбия, Грузия, Франция и Румъния. Към 2020 година то има около 2800 служители, общи приходи от 230 милиона лева и загуба от 1,22 милиона лева.